# Aina Cederblom
Aina Cederblom (Stockholm, 26 september 1896 – Solna, 21 augustus 1986) was een Zweeds avonturierster, onderneemster schrijfster en textielkunstenares. Ze werd vooral bekend door haar bootreizen die ze in haar eentje ondernam, destijds een unicum in Zweden. Ook schreef ze twee boeken, meerdere reisverslagen en richtte ze scholen in een aantal landen op.

## Biografie
Cederblom groeide op in een rijk Zweeds gezin als dochter van majoor Harald Cederblom en Hedvig Elisabeth Cederblom (geboortenaam: Hägg). Ze had twee zussen, Dagmar en Tora, en twee broers, Sten en Einar. Als kind zat ze op de Nya Elementarskolan, een basisschool waarop met nieuwe lesmethoden geëxperimenteerd werd. Haar studie doorliep ze aan de Konstfack, de Zweedse kunstacademie in Stockholm. Na haar studie werkte ze enige tijd als tekenlerares, maar ze voelde zich onprettig bij het werken volgens een vast schema en vaste lesuren, waarna ze aan de slag ging als zelfstandig lerares in het weven. In die tijd was dat een unicum, omdat vrouwen toen vrijwel nooit een zelfstandige carrière mochten hebben.
In 1931 had Cederblom wederom een primeur: ze ging als eerste Zweedse vrouw - zonder enige ervaring - zelfstandig op zee varen. Hiertoe kocht ze een vier meter lange open motorboot. Nadat haar plannen bekend werden, kreeg ze volop aandacht van de Zweedse pers. Cederbloms bootreizen brachten haar naar andere delen van Europa, maar ook naar Antarctica en Azië. Volgens de overlevering zou ze tijdens haar reizen zelfs tijdelijk het gezag van een ander schip hebben overgenomen. Ze wordt anno 2024 dan ook de Pippi Langkous van haar tijd genoemd en ook vergeleken met Kuifje.

### Bootreizen

#### Eerste reis
Op haar eerste reis voer ze met haar boot Rospiggen 1 via de Oostzee en door Duitsland naar Wenen. Tijdens de wintermaanden kon ze vanwege ijsgang niet wegvaren uit Wenen en gaf ze wederom weeflessen. In mei 1932 voer ze verder via Donau, Bosporus en Middellandse Zee naar Nice. De Zweedse en Italiaanse pers deden uitgebreid verslag van deze reis. Na Nice voer ze terug naar Stockholm.

#### Tweede reis
Zes maanden later, in 1933, ging Cederblom opnieuw op reis met haar nieuwe boot Rospiggen 2. Ditmaal wilde ze Groenland of Noord-Amerika bereiken. Onderweg kreeg ze motorpech, waarna ze meevoer op een vissersboot met de naam Stella Maria met bestemming Groenland. Het bleek niet makkelijk voor haar om toestemming van de Deense autoriteiten te krijgen om voet op Groenland te mogen zetten. Hierop besloot ze haar haar te knippen en mannenkleding aan te trekken, en deed zich zo voor als een van de bemanningsleden van de vissersboot. Uiteindelijk voer Cederblom op eigen kracht weer verder, met als bestemming het westen van Canada, maar botste op dag twee tegen een ijsschots. De motor van de boot had het door de botsing begeven en de omstandigheden waren zeer zorgelijk: een gure wind, dichte mist en proviand voor slechts een week. Uiteindelijk wist Cederblom - ondanks de omstandigheden - het zeventien dagen uit te houden. Op dag zeventien klaarde het weer op, waarna ze de motor kon repareren en terugvoer naar Groenland.
Het jaar daarop richtte ze op de Faeröer een school op waar arme vrouwen het vak van weven konden leren. Deze school bestaat anno 2024 nog steeds. Ze bouwde de school met eigen hand en verzamelde overal waar ze kon materialen die ze bij de bouw kon gebruiken. In 1935 vertelde Cederblom aan The Singapore Free Press dat ze niet herinnerd wilde worden als een avontuurlijke dame; in 1936 voegde ze daaraan toe dat ze haar reizen puur uit educatieve overwegingen ondernam.

Cederbloms derde boot, Rospiggen 3, in Helsinki (1940)

#### Derde reis
In 1936 voer ze andermaal uit, met een nieuwe boot, de Rospiggen 3, ditmaal naar India. In Calcutta aangekomen nam ze ook nu weer een baan aan als lerares in het weven op de school van Nobelprijswinnaar Rabindranath Tagore. Tijdens haar verblijf ontmoette ze Mahatma Gandhi meermaals, die onder de indruk bleek van haar textielkunst. Een jaar later ging ze op wandeltocht en zette voet op Tibetaans grondgebied. Toentertijd was het betreden van Tibetaans grondgebied illegaal en het duurde niet lang voordat ze werd aangehouden door de Indiase politie. Ze wist te ontsnappen uit het raam van haar cel en verschuilde zich in de jungle, alwaar ze lokale bewoners omkocht om haar van een slaapplaats te voorzien, op de vlucht voor de politie.
Uiteindelijk wist ze te ontkomen en voer ze van Calcutta verder naar Cambodja, Ho Chi Minhstad en Jakarta. Na Jakarta arriveerde ze op de Filipijnen, waar ze voor het eerst hoorde van het uitbreken van de Tweede Wereldoorlog. Hierop besloot ze om direct terug te keren naar Scandinavië.
Door de Finse Oorlog van 1939-1940 was er grote behoefte aan hulpverleners; Cederblom meldde zich aan. Ze ontfermde zich daar met name over honderden kinderen die ze tijdens de gehele duur van de Tweede Wereldoorlog dagelijks van eten voorzag.
Over de jaren 1950 en 1960 is weinig bekend van haar, behalve dat ze enige tijd in de Verenigde Staten en in Brazilië woonde. In Brazilië opende ze twee weefscholen,, waarvan één in Olinda onder de naam Escola Artesanal Sueca Brasi.

### Ander werk
Tijdens al haar reizen schreef Cederblom ondertussen verslagen voor het Zweedse tijdschrift Vecko-Journalen. Ook schreef ze twee boeken over haar bootreizen: På snurrefärd genom Europa (1932) en Som sjöluffare på Atlanten (1934). In 1963 ging ze officieel met pensioen, maar stortte zich tegelijkertijd in het activisme. Ook haar twee tantes, Elin en Gerda Cederblom, waren activistes; beiden waren ook lid geweest van de Zweedse vrouwenvereniging Sällskapet Nya Idun.
In 1980 wijdde het Zweedse televisieprogramma Här är ditt liv een aflevering aan haar. De op dat moment 83-jarige Cederblom was vanuit Zweden bezig om nog een school in Brazilië op te zetten. Ook kwamen enkele bemanningsleden van vissersboot Stella Maria, waarop Cederblom meevoer naar Groenland, aan het woord.

### Overlijden
Cederblom overleed in 1986 in Solna en ligt begraven op de Norra begravningsplatsen (noordelijke begraafplaats) aldaar.

## Publicaties
- På snurrefärd genom Europa (1932), LIBRIS[5]
- Som sjöluffare på Atlanten (1934), LIBRIS[6]

## Hedendaagse cultuur
In 2021 ging een theaterstuk over haar avonturen genaamd Aina - En sjöluffares äventyr in première. Het stuk was geschreven door Cederbloms achterneef Henrik en zijn vrouw in het kader van een revival omtrent Aina Cederblom in Zweden.
Haar tweede boot, de Rospiggen II, is tentoongesteld in een museum in Klaksvík op de Faeröer. In de Finse plaats Ekenäs is de straat Cederblomsgatan na haar vernoemd.